# GE C30-7
A GE C30-7 é uma locomotiva diesel-elétrica fabricada pela GE Transportation de 1976 a 1985 e possui algumas variantes diferenciadas.

## Modelos

### C30-7
A GE C30-7 é uma locomotiva diesel de 6 eixos construída pela GE Transportation Systems entre 1976 e 1985 como uma evolução da U30C. Ela é movida por um motor diesel V16,com 3.000 hp. Foram fabricadas 1.137 unidades dessa locomotiva para as ferrovias dos EUA.

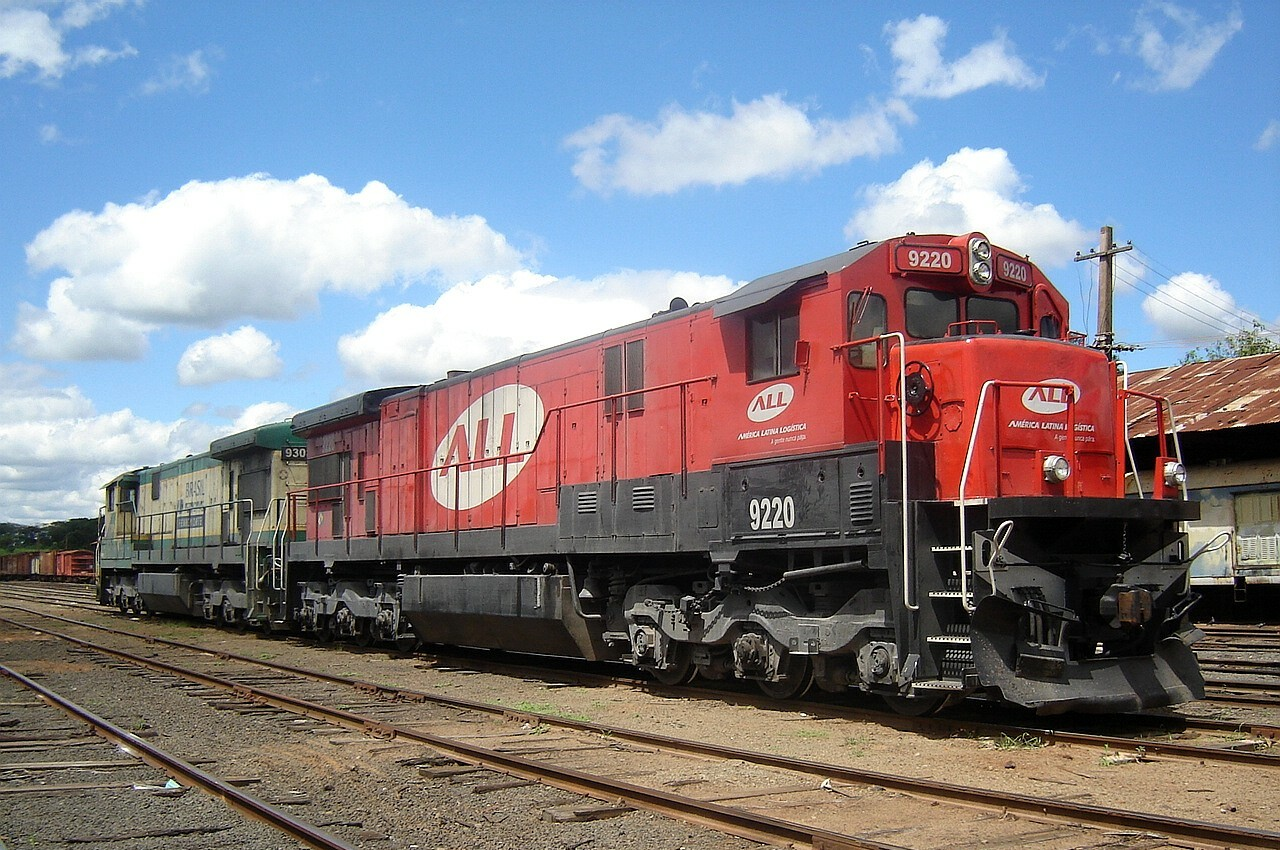
Locomotiva GE C30-7 da ALL Malha Norte.

Os modelos mais antigos de C30-7 tinham quatro janelas de cada lado da cabine, mas no ano de 1980, novas leis obrigaram as janelas de locomotivas serem "resistentes a projéteis", o que fez com as duas janelas exteriores fossem eliminadas em locomotivas fabricadas a partir de 1980. Algumas ferrovias Norte Americanas soldaram placas de metal sobre as janelas das unidades pré-80's.
Atualmente com a novas regras do EPA Tier II para países como os Estados Unidos, Canada e Mexico, locomotivas como a C30-7 e suas versões estão proibidas de rodarem em versão original, tendo que se instalar um kit de redução de emissões para conseguir uma concessão. Contudo, para os padrões Norte Americanos, as Ge C30's já são maquinas velhas, tendo sido então devolvidas as empresas de leasing que as possuíam. 
Devido a grande quantidade de máquinas disponíveis, as concessionárias nacionais, compraram uma grande quantidade dessas locomotivas que para o padrão nacional estão com "meia-vida". As mesmas foram importadas sofrendo, em geral pequenas reformas, rebitolagem e colocadas para rodar. 
Atualmente mais de 500 C30's de todos os tipos operam no Brasil, representando quase a metade de todas as unidades fabricadas.

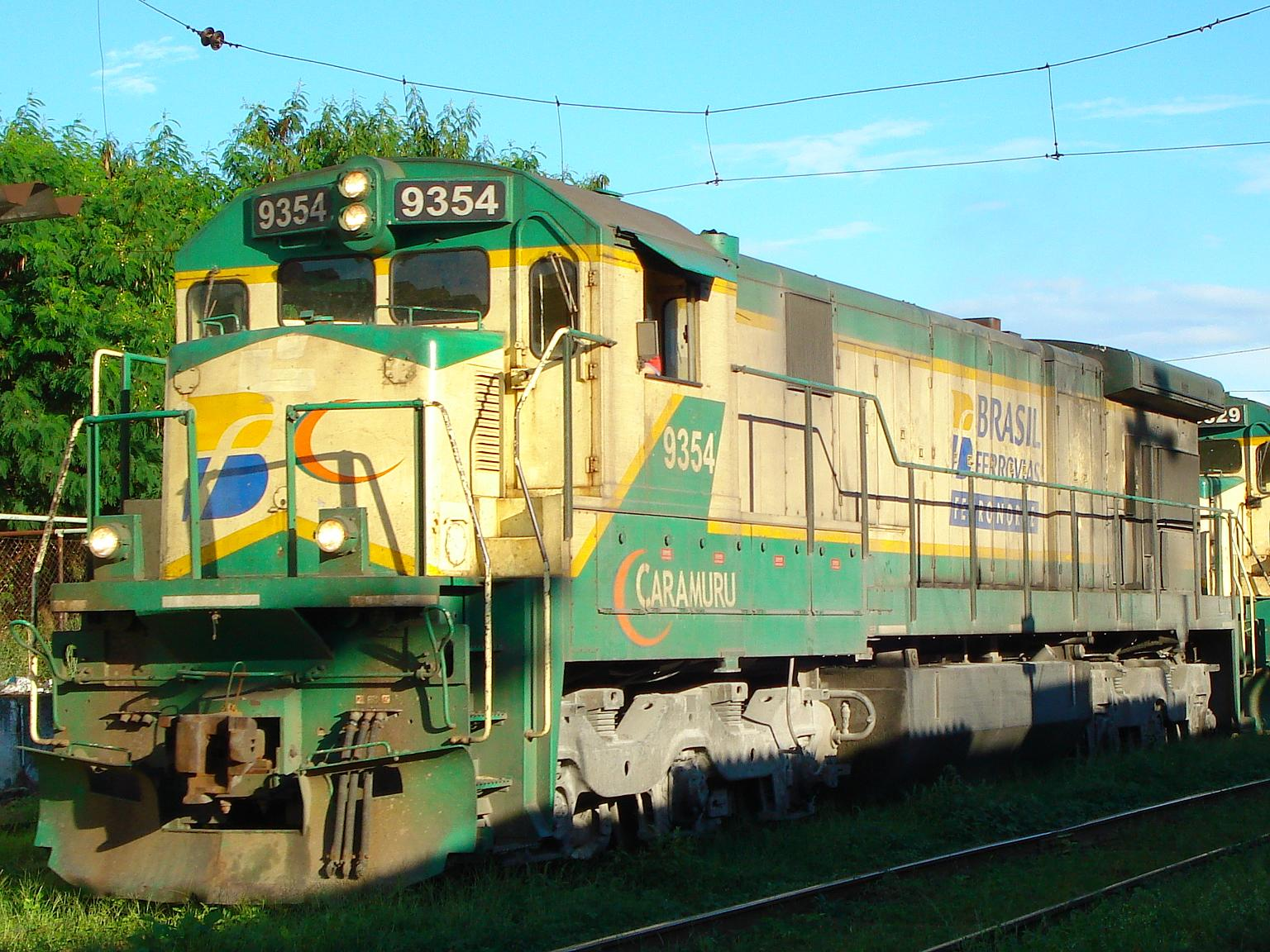
Locomotiva GE C30-7 nº 9354 comprada pela Caramuru Alimentos S/A e alugada à Brasil Ferrovias atual ALL, em Americana-SP

As concessionárias que as operam são:
- América Latina Logística
- MRS Logística S/A
- Estrada de Ferro Vitória a Minas
- Estrada de Ferro Carajás convertidas para C36-7 na Gevisa em 1998
- Ferrovia Centro-Atlântica
- Brasil Ferrovias-atual ALL
- Estrada de Ferro Amapá

### C30-7A
A C30-7A é uma versão da C30-7. Conrail foi a única ferrovia norte americana a possui-la, encomendando 50 unidades, e as numerando 6550-6599. No Brasil quem as comprou foi a Cutralle-Quintela, em número de 7 para opera-las no estado de São Paulo na Fepasa (Atual ALL-Malha Norte). Esteticamente são quase idênticas as GE C30-7 normais, com apenas uma pequena variação no arranjo de portas laterais de acesso ao motor. Porém, dentro existe um motor diesel V12, contrapondo-se ao normal que seria V16, ambos produzem 3.300 HP, entretanto Conrail e Cutralle optaram por essa opção pois ela economiza combustível em relação a versão V16.
As unidades da Conrail foram produzidas entre Maio e Junho de 1984.
A Caramuru Alimentos S/A comprou cinco locomotivas GE C30-7 entre 2003 e 2005 e as alugou inicialmente sob contrato de locação à Ferroban, que se tornou Brasil Ferrovias e posteriormente ALL. Sob autorização da RFFSA, as locomotivas foram numeradas de 9350 à 9359. Deveriam ser um total de dez locomotivas conforme o contrato inicial, razão pela qual a RFFSA forneceu à Caramuru Alimentos S/A dez números e quem coordenou este processo junto à RFFSA, foi o Engenheiro Dalmo R.V. Marques, contratado para gerenciar as reformas e rebitolagem através da empresa Freight Consultoria e Projetos.
A Chicago Freight Car Leasing Australia comprou doze antigas locomotivas Conrail C30-7A em 2001 e usou seus componentes de tração na reconstrução de locomotivas 442 class como classe GL. Estas entraram em serviço na Austrália a partir de 2003.

### C30-7B
Algumas poucas unidades foram compradas pela Brasil Ferrovias (incorporada pela ALL) para serem depenadas e servirem como peças a demais C30-7's normais.

### C30-7MP
É uma U23C repotencializada e com microprocessador Bright Star, que ajuda a reduzir consumo de combustível, melhorar aderência, controlar patinação e outros. A modificação maior é feita no repotenciamento do motor, além de uma pequena alteração no Nariz e a "asa" do radiador que é projetada para fora da traseira. Atualmente a ALL opera uma unidade desse modelo, numerada # 7700 e a MRS transformou no segundo semestre de 2000 na GEVISA em Contagem-MG 19 de suas U23C1 e U23CP ex-RFFSA em C30-7MP, seus números atuais (Sigo) são # 3701 a # 3719.

### SF30BB
É uma C30-7 alongada, com truques ferroviários do tipo B-B+B-B (8 eixos com motores de tração). Foram operadas pela Estrada de Ferro Vitória a Minas (EFVM).

### SF30C
São antigas U36C fabricadas entre 1972 e 1975 em um lote de 100 locomotivas. 69 U36C foram reformadas e repotencializadas para o padrão inédito SF30C pela ferrovia Santa Fé entre 1985 e 1986 nas oficinas de Cleburne, no Texas USA. Durante sua fabricação ocorreu uma tentativa de fusão entre ATSF e Southern Pacific, e com isso muitas unidades recebeu o padrão ``Kodachrome´´. Com o colapso dessa fusão, as ultimas unidades vieram com o padrão ``Freightbonnet´´ e as demais foram repintadas. A partir de 1992 as SF30C foram deixando a malha da Santa Fé (ATSF). Foram baixadas das ferrovias americanas entre 1995 e 2003 e vendidas para 3 empresas: Southwest Car Park (SCP), National Railway Equipment (NREX) e Livingston Rebuild Centre (LRC).

### C30-S7R
Também chamadas de "Super Seven" originalmente eram U30C, U33C e U36C da Southern, Union Pacific e Milwalkee Road que foram devolvidas a GECX (leasing) em 1989, posteriormente foram reformadas para sua configuração Super-7, e realugadas para as ferrovias americanas. Em 2003 sairiam de circulação nos EUA e foram compradas pela MRS. Atualmente operam na MRS 10 unidades delas que entraram em operação entre Julho e Agosto de 2003. Esteticamente são muito diferentes das demais C30-C36. Possuem o nariz maior, um ressalto no teto que vai da cabine até quase a metade da carenagem, o centro de pião é visivelmente avançado, entre outras menores.